# Đại học Công giáo Paris
Đại học Công giáo Paris (tiếng Latinh: Universitas catholica Parisiensis, tiếng Pháp: Institut Catholique de Paris - ICP, tên tiếng Anh: Catholic University of Paris) là một trường đại học tư nhân ở Paris, Pháp.

## Lịch sử
Viện Công giáo Paris được thành lập năm 1875, dưới tên của Đại học Catholique de Paris bởi Maurice Le Sage d'Hauteroche d'Hulst.
Trường tọa lạc trên địa điểm của tu viện cũ của Carmel, tuy nhiên các cơ sở không thích nghi tốt. Gabriel Ruprich-Robert đã phát triển một dự án mới cho địa điểm này, tuy nhiên do không đủ tiền, ông quyết định cải tạo một số tòa nhà cũ thay vì phá hủy chúng. Giai đoạn đầu tiên của cuộc cải tạo diễn ra từ năm 1894 đến năm 1897. Theo luật pháp của Pháp thiết lập sự tách biệt giữa Giáo hội và Nhà nước, quyền sở hữu các cơ sở đã được trao cho Nhà nước. Năm 1927, các cơ sở đã được Viện nghiên cứu mua lại, cho phép giai đoạn thứ hai của cuộc cải tạo diễn ra trong khoảng thời gian từ 1929 đến 1930, sau đó là giai đoạn thứ ba giữa 1932 và 1933.
Phong cách kiến trúc Tân Gothic là phổ biến trong khuôn viên trường.
ICP là một hiệp hội phi lợi nhuận theo Luật Pháp năm 1901, được công nhận là Thúc đẩy lợi ích công cộng, vào năm 1941.
Hiệu trưởng hiện tại là Giám mục Giám mục Philippe Bordeyne, ông là Hiệu trưởng của ICP từ năm 2011. 
Năm 2017, đã có 10.000 sinh viên tham dự ICP. Năm 2017 cũng đánh dấu năm ICP khánh thành khuôn viên cải tạo của mình.